# N12 (België)
De N12 is een gewestweg in de Belgische provincie Antwerpen. De weg verbindt Antwerpen met Turnhout en de Nederlandse grens, waar de weg aansluit op de voormalige N630 naar Goirle. In veel gemeenten waar hij voorbijkomt is de straatnaam dan ook Turnhoutse baan of Turnhoutse (steen-)weg.

## Geschiedenis
Het eerste deel van de N12 werd aangelegd in de Oostenrijkse periode in de achttiende eeuw en liep van de Antwerpse vesten tot Sint-Antonius-Brecht. Tussen Sint-Antonius en Westmalle lag een uitgestrekt heidegebied Het deel van de N12 tussen Sint-Antonius-Brecht en Turnhout werd aangelegd in de jaren 20 van de 19e eeuw onder het Verenigd Koninkrijk der Nederlanden. Het deel ten noorden van Turnhout werd pas enkele decennia later aangelegd (tussen 1850 en 1880) en werd samen aangelegd met de steenweg Lille - Turnhout (de N140).

## Traject
De N12 loopt vanaf de Leien in Antwerpen naar het oosten. Vanaf Turnhout loopt de N12 in noordoostelijke richting, om ten slotte de Nederlandse grens te bereiken. De weg loopt daar verder tot Goirle. Hij heeft een totale lengte van 63 kilometer. Tegenwoordig vormen de nagenoeg evenwijdig liggende A13 (tot Ranst) en de A21 een sneller alternatief voor de route Antwerpen - Turnhout.
Vroeger liep de N12 door het centrum van Wijnegem, deze weg is nu de N112. Bij de doortrekking van de R11 tot aan de N120 werd deze baan nog verder verlengd om bij de gemeentegrens met Schilde terug aan te sluiten op het oude traject richting Turnhout.

## Plaatsen langs de N12
- Antwerpen: zie Carnotstraat
- Borgerhout : zie Turnhoutsebaan (Intra Muros)
- Deurne
- Wijnegem
- Schilde
- Sint-Antonius (Zoersel)
- Westmalle
- Oostmalle
- Vlimmeren
- Beerse
- Vosselaar
- Turnhout
- Oud-Turnhout
- Ravels
- Weelde
- Poppel